# Jean-Dominique Cassini
Pour les articles homonymes, voir Jean-Dominique Cassini (homonymie) et Cassini.
Pour les autres membres de la famille, voir Famille Cassini.
« Cassini Ier » redirige ici. Pour le cheval Cassini I, voir Cassini I.
Jean-Dominique Cassini (Giovanni Domenico Cassini, dit Cassini Ier), né le 8 juin 1625 à Perinaldo (comté de Nice, Savoie) et mort le 14 septembre 1712 à Paris (France), est un astronome et ingénieur savoisien, naturalisé français en 1673. Il est le premier directeur de l'Observatoire de Paris.

## Biographie
De 1648 à 1669, il travaille à l'observatoire de Panzano (aujourd'hui partie de Castelfranco Emilia) et enseigne la géométrie euclidienne et l'astronomie de Ptolémée (il ne s'oppose donc pas à la doctrine de l'Église catholique) à l'université de Bologne, où il remplace en 1650 Bonaventura Cavalieri. Il obtient bientôt une telle réputation que le sénat de Bologne et le pape le chargent de plusieurs missions scientifiques et politiques. 
Attiré en France par Colbert en 1669, il s'y fait naturaliser et est reçu membre de l'Académie des sciences, fondée deux ans plus tôt.
Jean-Dominique Cassini épouse Geneviève Delaistre, fille du lieutenant général de Clermont-en-Beauvaisis, et achète la terre de Thury. Son fils Jacques Cassini (dit Cassini II), né en 1677, sera également astronome.
Il publie de 1668 à 1693 les Éphémérides des satellites de Jupiter et rédige un grand nombre de mémoires, dont une partie a été réunie sous le titre d'Opera astronomica en 1728.
En 1701, il se fait construire une résidence d'été au hameau de Fillerval à Thury-sous-Clermont.
Devenu aveugle en 1710, il meurt deux ans plus tard à Paris, le 14 septembre 1712.

## Contributions

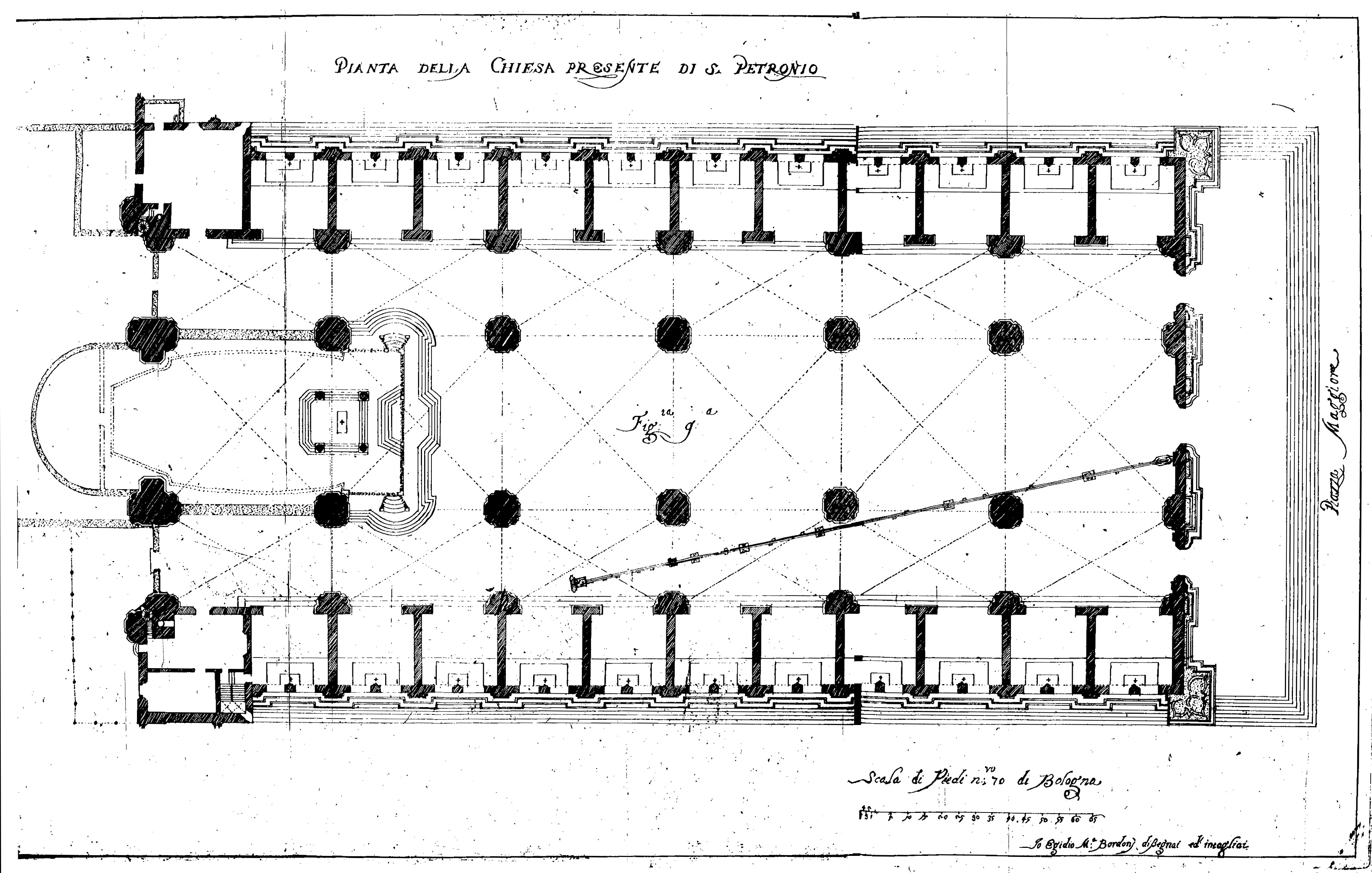
Plan au sol de la ligne méridienne, passage au plus juste entre les piliers.

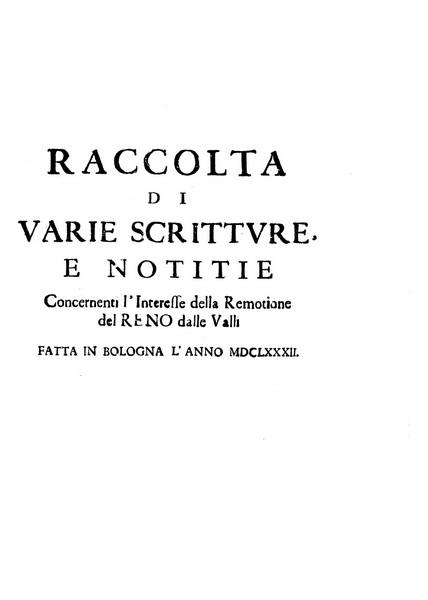
Raccolta di varie scritture (1682)

Le 12 juin 1655, il est chargé de reconstruire la méridienne dans la basilique San Petronio de Bologne ; elle est terminée en décembre 1657. En effet il y avait déjà à San Petronio une méridienne, construite en 1575 par Egnatio Danti qui a aussi fait celle (inachevée) de la basilique Santa Maria Novella à Florence. Mais son orientation n'était de loin pas exacte, avec un écart de 9° 6' 20" par rapport au méridien vrai du lieu. Le tracé de celle de Cassini mesure autour de 66,8 m de longueur (on trouve d'autres chiffres, avec jusqu'à 1,40 m d'écart : 66,71 m, 67 m, 67,7 m, 68,2 m !), ce qui en fait la plus grande du monde[réf. souhaitée], Cassini voulant marquer par là la 600 000e partie du périmètre de la Terre, comme, plus tard, le mètre devait être la dix-millionième partie du quart du méridien terrestre.
Il participe à la découverte de la variation d'intensité de la pesanteur en fonction de la latitude au cours d'un voyage à Cayenne.
Il découvre la Grande Tache rouge de Jupiter en 1665, et détermine la même année la vitesse de rotation de Jupiter, Mars et Vénus. Il découvre également quatre satellites de Saturne (Japet en 1671, Rhéa en 1672, Téthys et Dioné en 1684, ainsi que la division de Cassini des anneaux de Saturne en 1675.
Entre 1672 et 1681, il participe à des mesures géographiques menées par Jean Picard, en compagnie de Philippe de La Hire. Ces mesures aboutiront en 1693 à publication par La Hire de La Carte de France corrigée par ordre du Roy.
En 1673, il fait la première mesure précise de la distance de la Terre au Soleil, grâce à la mesure de la parallaxe de Mars déduite des observations de Jean Richer à Cayenne.
En 1683, il détermine la parallaxe du Soleil. Vers 1690, il est le premier à observer la rotation différentielle dans l'atmosphère de Jupiter. La même année, il est le premier à étudier les lumières zodiacales et semble comprendre qu'il s'agit d'un effet de réflexion provoqué par des particules entourant le Soleil.
En 1693, il énonce ce que Félix Tisserand a appelé les lois de Cassini.
Au nombre de ses élèves, outre son fils, figure François de Plantade.

## Publications

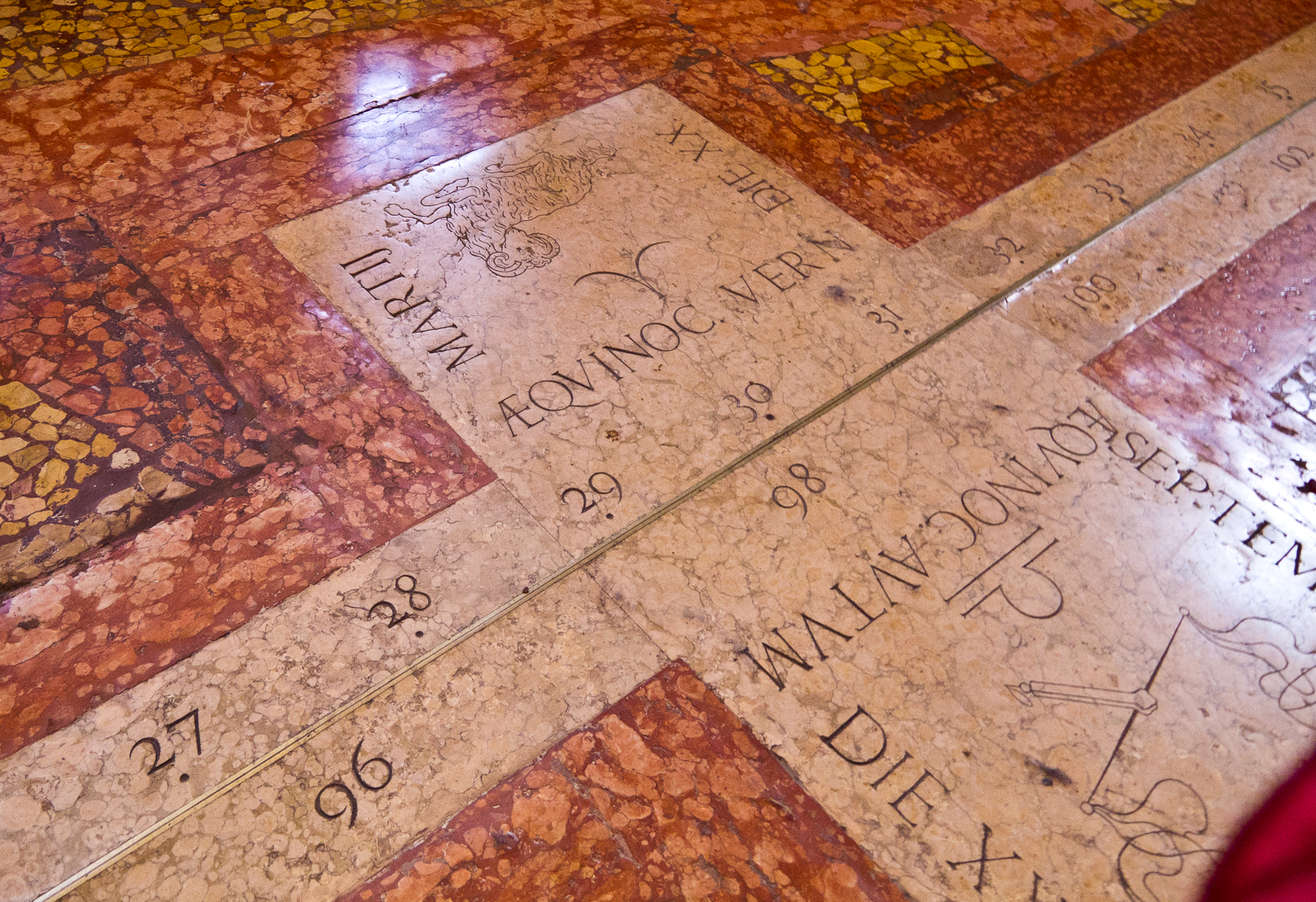
Méridienne de la basilique San Petronio (Bologne).

- Méthodes, inventions et descriptions de machines de divers auteurs. — Abrégé d'astronomie, ouvrage inédit de J.-Dom. Cassini I. — Plusieurs mémoires et lettres du même auteur
- Catalogue complet de ses ouvrages par César-François Cassini III, Abrégé et analyse de 128 (mémoires) de J.-Dom. Cassini répandus dans les volumes de l'Académie royale des Sciences — Récit de la visite du Roi d'Angleterre à l'Observatoire royal de Paris
- Mémoires de J. Dom. Cassini sur la physique et l'astronomie, Observations astronomiques... - Traités et dissertations de divers auteurs.
- Jean Dominique de Cassini et Jean Baptiste Gaspard Bochart de Saron, « Tableau chronologique de la vie et des ouvrages de J.-D. Cassini ».
- De l’origine et du progrès de l’astronomie, et de son usage dans la géographie et dans la navigation, 1693.
- (it) Œuvres en ligne.
- Œuvres de Cassini, Observatoire de Paris .

## Mémoires de l’Académie royale des sciences
- Œuvres diverses de M. Cassini, dans Mémoires de l’Académie royale des sciences depuis 1666 jusqu’en 1699, par La Compagnie des libraires, Paris, 1730, tome 8 lire en ligne sur Gallica
- « Cassini (Jean Dominique) », dans Table générale des matières contenues dans l’Histoire et dans les Mémoires de l’Académie royale des sciences, par la Compagnie des libraires, Paris, 1734, tome 1, Années 1666-1698, p. 67-76 lire en ligne sur Gallica
- « Cassini (Jean Dominique) », dans Table générale des matières contenues dans l’Histoire et dans les Mémoires de l’Académie royale des sciences, par la Compagnie des libraires, Paris, 1729, tome 2, Années 1699-1710, p. 120-125 lire en ligne sur Gallica
- « Cassini (Jean Dominique) », dans Table générale des matières contenues dans l’Histoire et dans les Mémoires de l’Académie royale des sciences, par la Compagnie des libraires, Paris, 1731, tome 3, Années 1711-1720, p. 61-64 lire en ligne sur Gallica

## Hommages
Rue Cassini, à Nice (06). 
En 1790, la rue Cassini, près de l'observatoire de Paris, porte son nom. 
L'astéroïde (24101) Cassini, le cratère martien Cassini, le cratère lunaire Cassini et la sonde Cassini de la mission Cassini-Huygens ont été nommés en son honneur.
La division de Cassini est la région des anneaux de la planète Saturne qui sépare les anneaux A et B de cette planète. Elle est désignée en son honneur car il l'a découverte en 1675.